# Vittorio Baroni

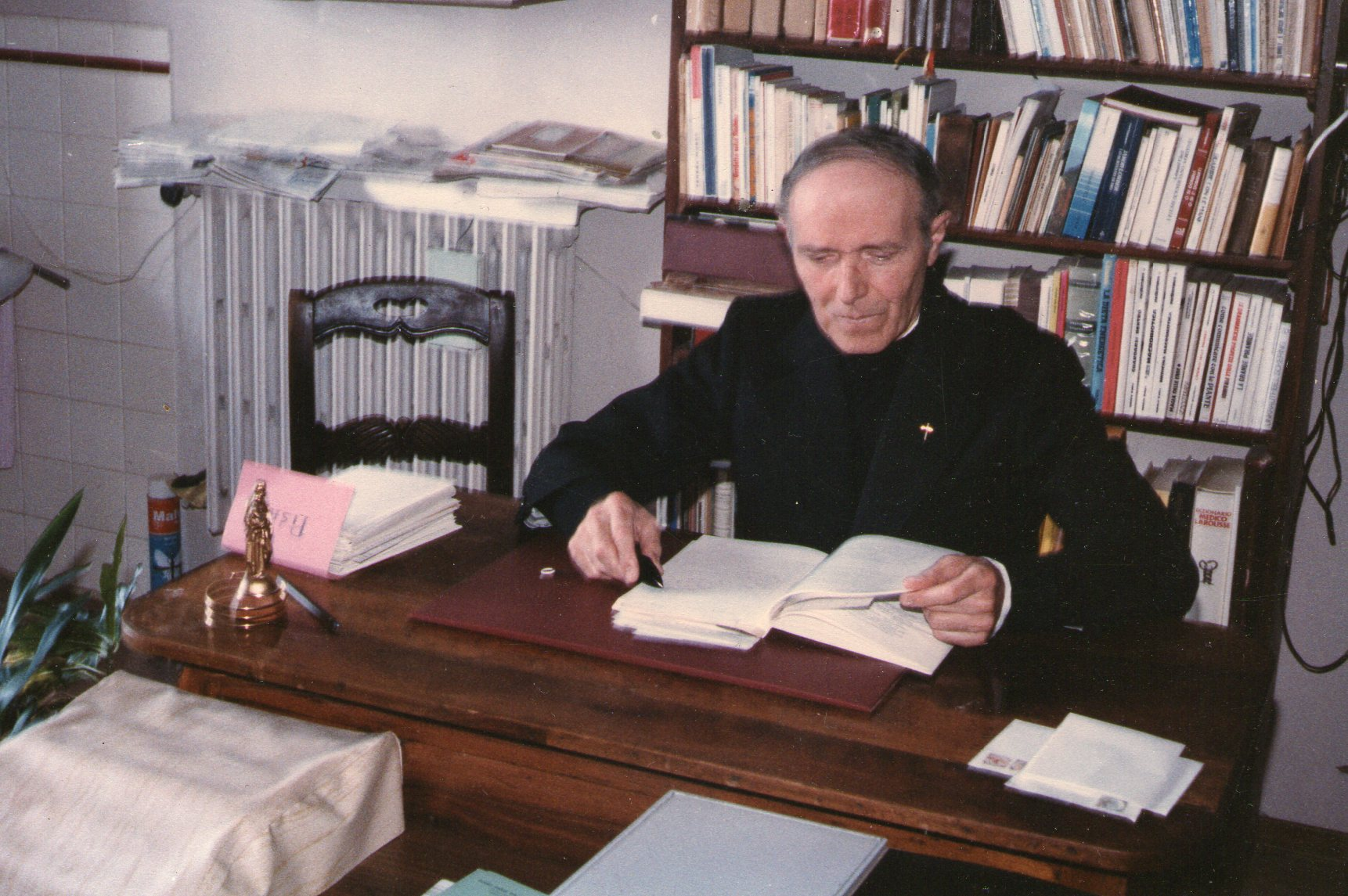
Padre Vittorio Baroni al suo scrittoio.

Vittorio Baroni (Vecchiano (Pisa), 30 luglio 1911 – Siena, 7 gennaio 1990) è stato un religioso italiano, erborista e radiestesista.

## Biografia
Nato a Vecchiano da Amelia Albertini e Anselmo Baroni, fu avvicinato alla religione cattolica dalla madre. Come il padre ferroviere e il fratello Narciso, studiò musica e per alcuni anni fece parte della Banda dei Ferrovieri di Pisa suonando il clarinetto. Dopo le scuole elementari frequentò i tre anni dell'Istituto industriale di Pisa conseguendo il diploma di perito radiotecnico. Durante il servizio militare fu sottufficiale radiotelegrafista e, al termine, decise di prendere gli ordini religiosi.Nel frattempo la religiosità della madre aveva dati i propri frutti: la sorella di Vittorio, Alfreda era entrata come suora nell'ordine della San Vincenzo de' Paoli e il fratello Alfredo era entrato in seminario per poi prendere gli ordini come sacerdote. Vittorio entrò nel 1933 nella Scuola Apostolica della Congregazione della Missione di san Vincenzo de' Paoli, a Roma. Frequentò poi il Seminario Arcivescovile di Siena e il Collegio Alberoni di Piacenza dove completò gli studi teologici; venne ordinato sacerdote all'età di trent'anni, il 7 settembre 1941, a Bettola in Val Nurenella provincia di Piacenza.

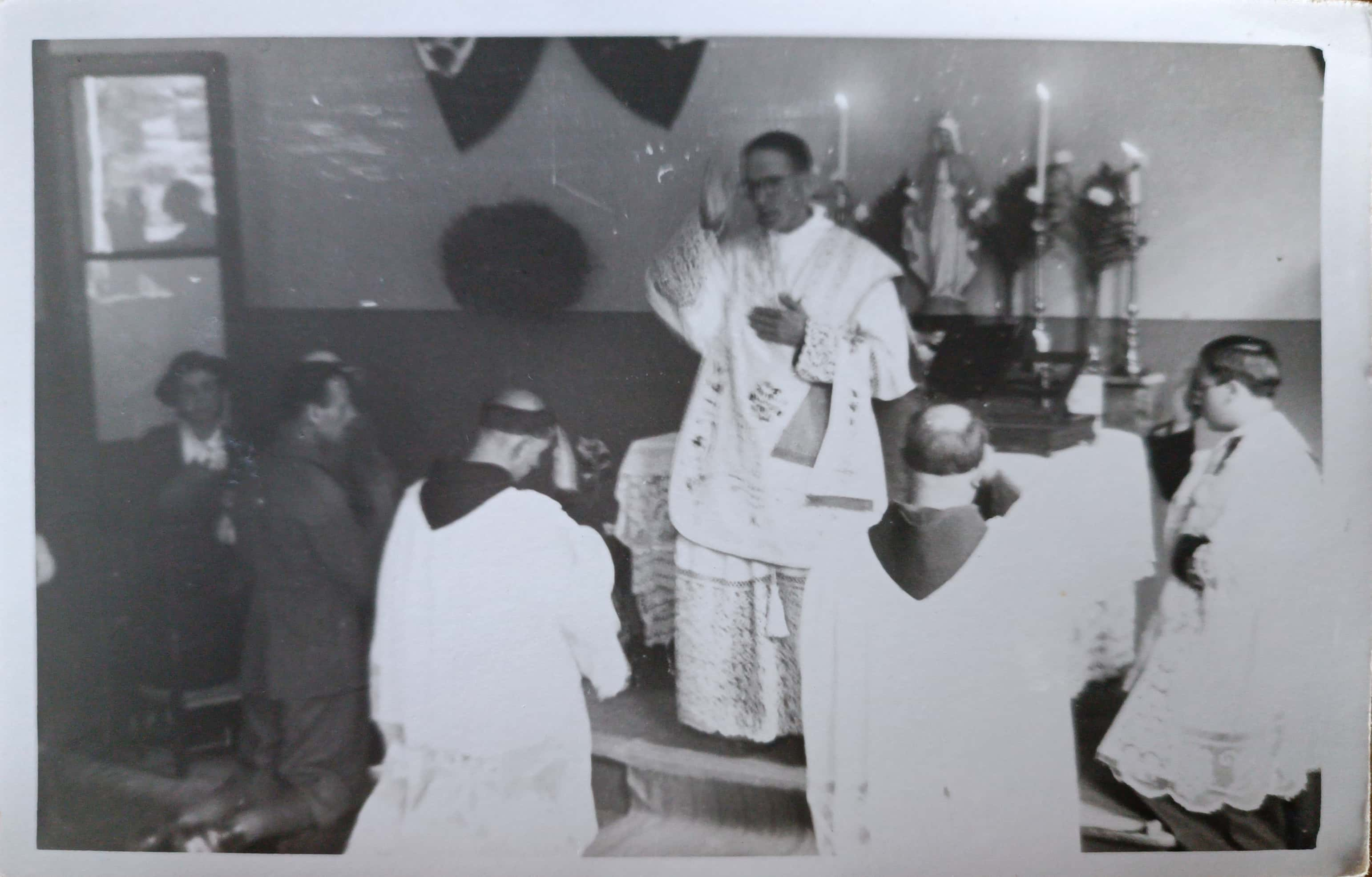

Economo della Casa Pia San Vincenzo di Siena negli anni del contingentamento bellico, cominciò qui, nel 1942, la sua intensa attività di missionario e di predicatore che lo portò poi a Firenze (1950), Perugia (1952), Loreto (1956) e nella chiesa romana di San Silvestro al Quirinale (1962) prima di tornare definitivamente a Siena nel 1978, pur mantenendo ancora alcuni incarichi a Roma dove si era specializzato in odegetica (conduzione della comunità cristiana) frequentando il biennio pastorale presso la Pontificia Università Lateranense. È sepolto a Siena.

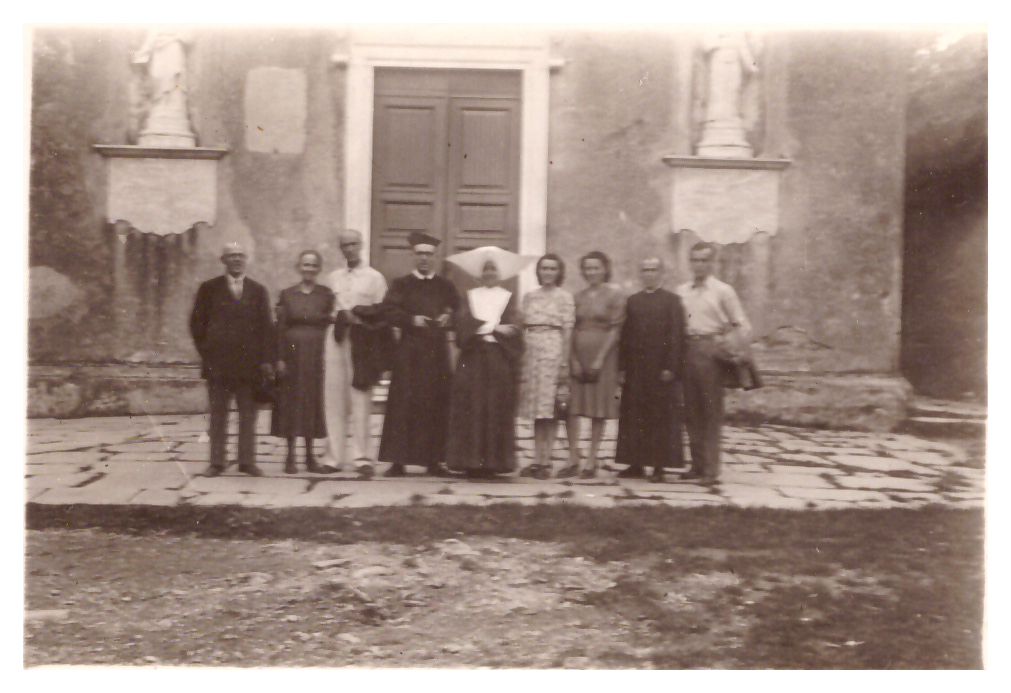
Don Vittorio Baroni e la sua famiglia, Pomezzana 1947.

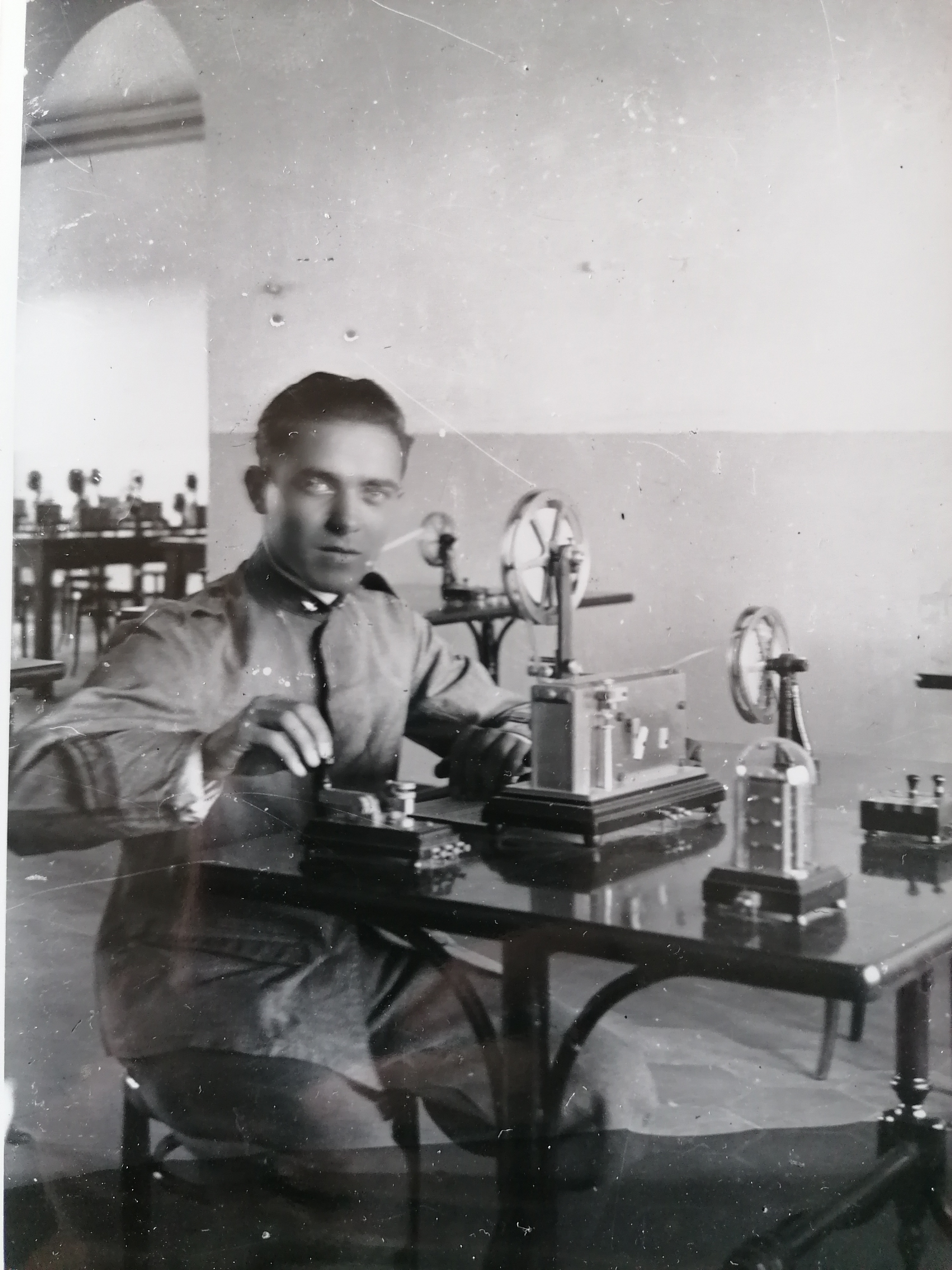
Radiotelegrafista durante il servizio militare.

## Fitoterapia e radioestesia
Nell'ottica del suo ministero missionario e del prestare soccorso alle persone, coltivò anche studi di fitoterapia e, sull'esempio dell'abbé Alexis Mermet (1866-1937), di radioestesia applicata all'indagine diagnostica, settori in cui operò soprattutto a partire dagli anni sessanta e che insegnò anche presso la Pontificia Accademia Teatina di Roma e l'Accademia Marsilio Ficino. Ottenne rilevanti risultati scoprendo varie proprietà ancora sconosciute delle piante. Ritenne di aver sviluppato una presunta "sensibilità radioestesica" praticandola soprattutto nella diagnosi e nella cura del cancro, che chiamò "cura fitoradiestesica".
Nel 1981 scrisse Dodici piante per i mali del secolo. Nuove conquiste in fitoterapia mediante studi radiestesici, che contiene, oltre a un'autobiografia essenziale, una scelta delle sue lezioni tenute all'Accademia Teatina di Roma nel 1979-1980 con delle istruzioni per metodi personali di cura contro quei malesseri dell'organismo che talvolta sono indicatori di disturbi più gravi.

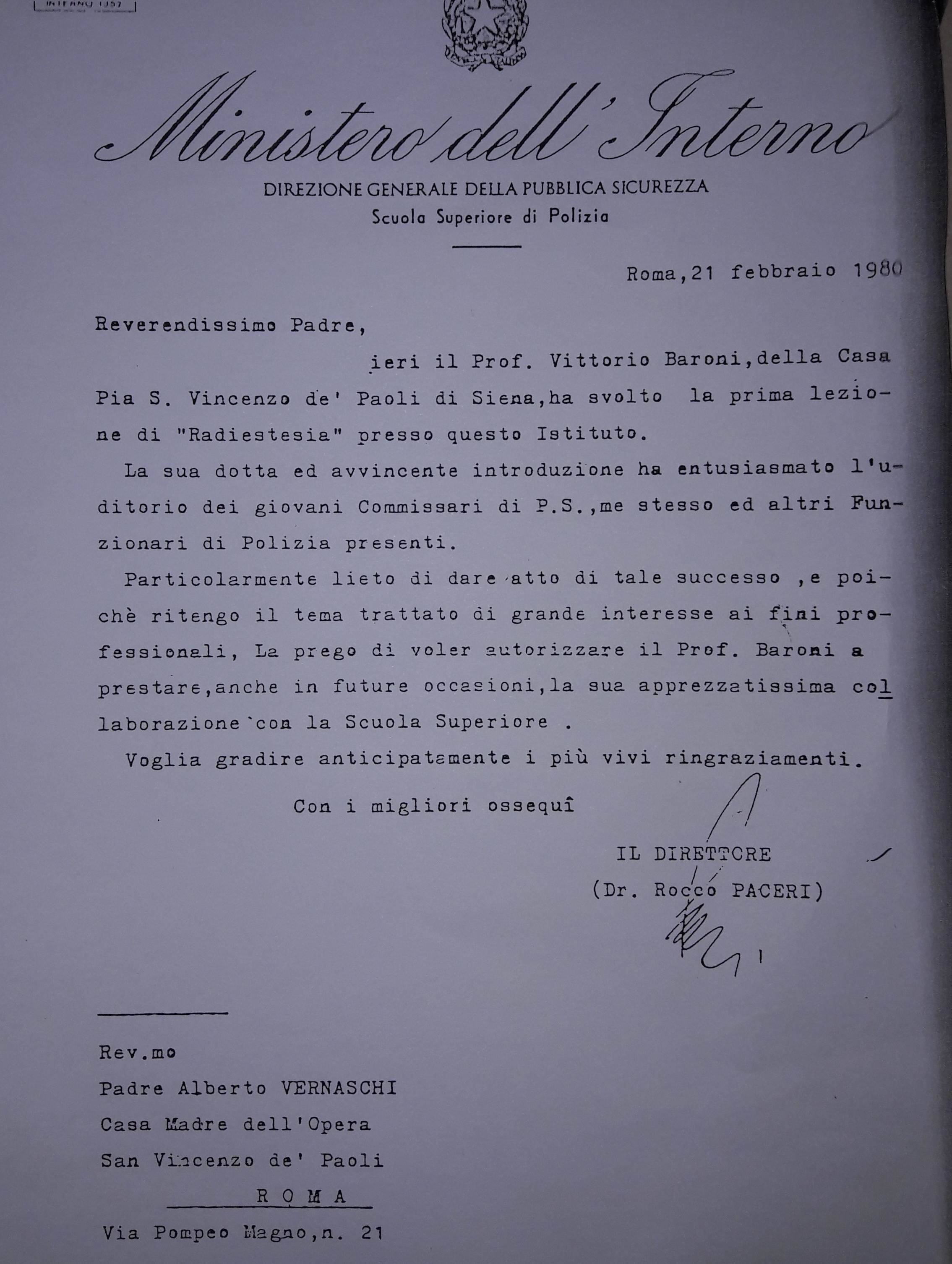

Secondo le teorie di padre Baroni, infatti, le cure fitoterapiche preventive potrebbero sopperire a quelle debolezze costituzionali (di origine genetica o ambientale) che in ogni persona favorirebbero l'insorgere di una malattia o di un'altra. Come precisato nel titolo, le sue indicazioni prendono spunto dalle proprietà di sole 12 piante: alloro, bardana, cipresso, robbia, assenzio, pervinca, calendula, bosso, colchico, tuia, ombelico di Venere e ginepro.

## Opere
- Dodici piante per i mali del secolo. Nuove conquiste in fitoterapia mediante studi radiestesici, Roma, Edizioni Liturgiche Vincenziane, 1981. 2ª ed.: Siena, Cantagalli, 1990, ISBN 88-8272-070-5.[2] 3ª ed.: 2012, ISBN 978-88-8272-864-9.